# Cryptosiphum sieversianae
Cryptosiphum sieversianae är en insektsart. Cryptosiphum sieversianae ingår i släktet Cryptosiphum och familjen långrörsbladlöss. Inga underarter finns listade i Catalogue of Life.